# Катарина Мишич
Катарина Мишич (нар. 5 лютого 1976) — колишня сербська тенісистка.
Найвищу одиночну позицію світового рейтингу — 220 місце досягла 4 серпня 2003, парну — 151 місце — 19 травня 2003 року.
Здобула 4 одиночні та 11 парних титулів туру ITF.
Завершила кар'єру 2005 року.

## Фінали ITF (15–14)
| Турніри $100,000 |
| Турніри $75,000  |
| Турніри $50,000  |
| Турніри $25,000  |
| Турніри $10,000  |

### Одиночний розряд (4–3)
| Результат | Дата            | Категорія | Турнір                            | Покриття | Суперниця          | Рахунок            |
| --------- | --------------- | --------- | --------------------------------- | -------- | ------------------ | ------------------ |
| Перемога  | 05 липня 1999   | 10,000    | Амерсфорт, Нідерланди             | Ґрунт    | Рева Гадсон        | 7–5, 6–3           |
| Поразка   | 30 серпня 1999  | 10,000    | Сантьяго-де-Керетаро, Мексика     | Ґрунт    | Жоана Кортез       | 6–4, 6–7(5–7), 2–6 |
| Поразка   | 20 грудня 1999  | 10,000    | Лакхнау, Індія                    | Трава    | Уршка Весеняк      | 6–4, 2–6, 1–6      |
| Перемога  | 29 травня 2000  | 10,000    | Скоп'є, Республіка Македонія      | Ґрунт    | Надіне Шлоттерер   | 6–2, 6–2           |
| Перемога  | 07 серпня 2000  | 25,000    | Карфаген, Туніс                   | Ґрунт    | Маша Весеняк       | 6–1, 6–4           |
| Поразка   | 06 серпня 2001  | 25,000    | Гехінген (Цоллернальб), Німеччина | Ґрунт    | Аманда Гопманс     | 5–7, 1–6           |
| Перемога  | 15 вересня 2002 | 25,000    | Тбілісі, Джорджія                 | Ґрунт    | Габріела Хмелінова | 3–6, 6–3, 6–1      |

### Парний розряд (11–11)
| Результат | Дата              | Категорія | Турнір                              | Покриття   | Партнерка            | Суперниці                                 | Рахунок            |
| --------- | ----------------- | --------- | ----------------------------------- | ---------- | -------------------- | ----------------------------------------- | ------------------ |
| Перемога  | 14 грудня 1992    | 10,000    | Каїр, Єгипет                        | Ґрунт      | Monica Augsburger    | Alia Elshishini Marwa Elwany              | 6–1, 6–1           |
| Поразка   | 27 травня 1996    | 10,000    | Скоп'є, Республіка Македонія        | Ґрунт      | Марина Лазаровська   | Галина Димитрова Антоанета Пандєрова      | 4–6, 0–6           |
| Поразка   | 28 квітня 1997    | 10,000    | Софія, Болгарія                     | Ґрунт      | Marina Caiazzo       | Марина Лазаровська Теодора Недева         | 4–6, 2–6           |
| Поразка   | 27 грудня 1999    | 10,000    | Чандігарх, Індія                    | Трава      | Маніша Малхотра      | Маша Весеняк Уршка Весеняк                | 3–6, 7–6(7–5), 0–6 |
| Поразка   | 31 січня 2000     | 10,000    | Стамбул, Туреччина                  | Трава      | Наталі Кахана        | Олена Яришко Ірина Корнієнко              | 3–6, 6–3, 4–6      |
| Перемога  | 4 червня 2000     | 10,000    | Скоп'є, Республіка Македонія        | Ґрунт      | Марина Лазаровська   | Ліляна Манушевич Биляна Павлова-Димитрова | 7–6(8–6), 6–3      |
| Поразка   | 10 вересня 2000   | 25,000    | Бухарест, Румунія                   | Ґрунт      | Маркета Кохта        | Антоанета Пандєрова Десислава Топалова    | 4–6, 2–6           |
| Поразка   | 21 серпня 2001    | 25,000    | Марибор, Словенія                   | Ґрунт      | Маріам Рамон Клімент | Ольга Виметалкова Габріела Хмелінова      | 2–6, 2–6           |
| Перемога  | 13 травня 2002    | 25,000    | Бромма (район), Швеція              | Ґрунт      | Драгана Зарич        | Жоана Кортез Тіффані Дабек                | 6–4, 6–4           |
| Перемога  | 21 травня 2002    | 25,000    | Турин, Італія                       | Ґрунт      | Драгана Зарич        | Еріка Краут Каталін Мароші                | 7–6(7–5), 6–3      |
| Поразка   | 27 травня 2002    | 25,000    | Мостар, Боснія і Герцеговина        | Ґрунт      | Каталін Мароші       | Тіна Герголд Сандра Начук                 | 3–6, 3–6           |
| Перемога  | 21 липня 2002     | 25,000    | Ле-Контамін-Монжуа, Франція         | Тверде     | Марія Кондратьєва    | Стефані Коен-Алоро Анн-Лор Ейтц           | 6–1, 7–6(7–4)      |
| Перемога  | 12 серпня 2002    | 25,000    | Аоста, Італія                       | Ґрунт      | Драгана Зарич        | Марія Фернанда Алвеш Андрея Ехрітт-Ванк   | 7–5, 7–6(8–6)      |
| Поразка   | 27 жовтня 2002    | 25,000    | Сен-Рафаель (Вар), Франція          | Тверде (i) | Драгана Зарич        | Антоанета Пандєрова Десислава Топалова    | 6–4, 3–6, 1–6      |
| Перемога  | 1 грудня 2002     | 25,000    | Мумбаї, Індія                       | Тверде     | Ципора Обзилер       | Шеллі Стефенс Скарлетт Вернер             | 6–3, 4–6, 7–5      |
| Поразка   | 18 лютого 2003    | 25,000    | Редбрідж, Велика Британія           | Тверде (i) | Драгана Зарич        | Ольга Барабанщикова Надія Островська      | 4–6, 6–1, 5–7      |
| Поразка   | 05 липня 2004     | 25,000    | Дармштадт, Німеччина                | Ґрунт      | Драгана Зарич        | Ванесса Генке Мартіна Мюллер              | 1–6, 5–7           |
| Перемога  | 10 жовтня 2004    | 10,000    | Подгориця, Сербія and Чорногорія    | Ґрунт      | Драгана Зарич        | Янетте Бейлкова Биляна Павлова-Димитрова  | 6–1, 6–2           |
| Перемога  | 16 жовтня 2004    | 10,000    | Херцег-Новий, Сербія and Чорногорія | Ґрунт      | Драгана Зарич        | Alja Zec Peškirič Маша Зец-Пешкірич       | 6–1, 6–2           |
| Перемога  | 29 листопада 2004 | 10,000    | Каїр, Єгипет                        | Ґрунт      | Драгана Зарич        | Галина Фокіна Раїса Гуревич               | 7–5, 6–4           |
| Перемога  | 06 грудня 2004    | 10,000    | Каїр, Єгипет                        | Ґрунт      | Драгана Зарич        | Галина Фокіна Раїса Гуревич               | 6–2, 6–2           |
| Поразка   | 30 січня 2005     | 25,000    | Сандерленд, Велика Британія         | Тверде (i) | Драгана Зарич        | Софія Арвідссон Мартіна Мюллер            | 2–6, 3–6           |